# 王戎 (1956年)
王戎（1956年9月—2017年9月18日），山东招远人，中国共产党人，中华人民共和国官员。1976年12月入伍，1983年1月加入中国共产党，正军职退休干部、原总装备部陆军装备科研订购部部长。2017年9月18日在北京病逝。